# Давыдов, Павел Фёдорович
Павел Фёдорович Давыдов (4 (17) января 1902 года — 19 мая 1994) — подполковник Советской Армии, участник Великой Отечественной войны, Герой Советского Союза (1944).

## Биография
Павел Давыдов родился 17 января 1902 года в селе Верхняя Платовка (ныне — Новосергиевский район Оренбургской области) в крестьянской семье. Окончил семь классов школы. В 1924—1927 годах проходил службу в Рабоче-крестьянской Красной Армии, участвовал в боях с басмачами в Средней Азии, был ранен. После демобилизации окончил Оренбургскую областную партийную школу, после чего работал секретарём райкома ВКП(б) в Кувандыке. В июле 1941 года Давыдов был повторно призван в армию. В том же году он окончил военно-политическое училище. С июля 1942 года — на фронтах Великой Отечественной войны. Принимал участие в боях на Сталинградском, Донском, Юго-Западном, 3-м Украинском и 1-м Белорусском фронтах. В боях два раза был ранен. Участвовал в Сталинградской битве, освобождении Харьковской области, битве за Днепр, Никопольско-Криворожской, Березнеговато-Снигирёвской операциях, форсировании Днестра, освобождении Польши, форсировании Западного Буга и Вислы, боях на Магнушевском плацдарме. К февралю 1945 года гвардии подполковник Павел Давыдов был заместителем по политической части командира 140-го гвардейского стрелкового полка 47-й гвардейской стрелковой дивизии 8-й гвардейской армии 1-го Белорусского фронта. Отличился во время форсирования Одера и Берлинской операции.
3 февраля 1945 года Давыдов вместе с передовым батальоном переправился через Одер в районе Кюстрина и захватил плацдарм на его западном берегу. 16 апреля 1945 года Давыдов во главе батальона вышел к Зееловским высотам. Когда командир полка выбыл из строя, командование принял Давыдов. Под его руководством полк ворвался в Берлин, форсировал Шпрее и захватил здание Моабитской тюрьмы.
Указом Президиума Верховного Совета СССР от 15 мая 1946 года за «образцовое выполнение боевых заданий командования на фронте борьбы с немецкими захватчиками и проявленные при этом мужество и героизм» гвардии подполковник Павел Давыдов был удостоен высокого звания Героя Советского Союза с вручением ордена Ленина за номером 52763 и медали «Золотая Звезда» за номером 6318.
После окончания войны Давыдов продолжал службу в Советской Армии на территории Германии. В 1946 году он был уволен в запас. Работал председателем Кувандыкского райисполкома, затем переехал в Орск, где находился на партийной и советской работе.
Скончался 19 мая 1994 года, похоронен в Орске.
Был также награждён орденом Красного Знамени, двумя орденами Отечественной войны 1-й степени, орденом Отечественной войны 2-й степени, двумя орденами Красной Звезды, рядом медалей, в том числе двумя польскими.